# Edwin Straver
Edwin Straver (Almkerk, 12 april 1971 – 24 januari 2020) was een Nederlands motorcoureur.
Straver was met name bekend door zijn deelnames aan de Dakar-rally. Hij nam deel in 2018, 2019 en 2020. In 2019 wist hij het klassement te winnen in de klasse waarin de coureur zelf al het onderhoud aan de motor moet doen; de zogenaamde Kistklasse.
Op 16 januari, tijdens de elfde etappe van de Dakar-rally 2020 in Saoedi-Arabië, kwam hij ongelukkig ten val. Hij werd ter plaatste gereanimeerd en vervolgens naar een ziekenhuis in Riyad gebracht. Hier werd geconstateerd dat een van zijn bovenste halswervels was gebroken. Op 22 januari werd hij overgebracht naar Nederland, waar hij twee dagen later overleed.
Hij was de zoon van vijfvoudig Nederlands kampioen wegrace voor motorfietsen Anton Straver.